# (5480) 1989 YK8
(5480) 1989 YK8 (1989 YK8, 1976 OT) — астероїд головного поясу, відкритий 23 грудня 1989 року.
Тіссеранів параметр щодо Юпітера — 3,195.